# Ли Сухёк
Ли Сухёк (кор. 이수혁; род. 31 мая 1988, Квачхон, Республика Корея) — южнокорейский актёр и модель.

## Личная жизнь
10 августа 2017 года Ли начал обязательную военную службу. После базовой военной подготовки продолжил службу в качестве государственного служащего в течение двух лет.

## Карьера модели
Ли Су Хёк представляет многочисленные мировые бренды, такие как Adidas, Bulgari. В 2020 году он был выбран новой моделью бренда средств по уходу за кожей Nivea Men. Его часто приглашают для модных статей в таких журналах, как GQ, Elle, Harpars Bazaar, W, Esquire. В 2020 году он делал модные передовицы для Dior Homme, Balenciaga и других лейблов. В 2021 году стал эксклюзивным лицом модного бренда Fahrenheit.

## Фильмография

### Кино
| Год  | Название                   | Название        | Роль                         | Примечания                     | Источник |
| Год  | Русское                    | Оригинальное    | Роль                         | Примечания                     | Источник |
| ---- | -------------------------- | --------------- | ---------------------------- | ------------------------------ | -------- |
| 2006 | Мой босс, мой учитель      | 투사부일체      | Студент (3-й год; 8-й класс) |                                | [ 7 ]    |
| 2010 | Парень с побережья Ипанемы | 이파네마 소년   | Парень                       | Главная роль                   | [ 7 ]    |
| 2012 | Полицейский на подиуме     | 차형사          | Ким Сонхо                    | В главных ролях                | [ 7 ]    |
| 2013 | Истории ужасов 2           | 무서운 이야기 2 | Сонгюн                       | В главных ролях                | [ 7 ]    |
| 2021 | Нефтепровод                | 파이프라인      | Ганву                        | также известен как Трубопровод | [ 8 ]    |

### Телевидение
| Год  | Название                                   | Название                                 | Телеканал | Роль                   | Примечания                         | Источник |
| Год  | Русское                                    | Оригинальное                             | Телеканал | Роль                   | Примечания                         | Источник |
| ---- | ------------------------------------------ | ---------------------------------------- | --------- | ---------------------- | ---------------------------------- | -------- |
| 2011 | Белое Рождество                            | 화이트 크리스마스                        | KBS2      | Юнзу                   |                                    | [ 7 ]    |
| 2011 | Дерево с глубокими корнями                 | 뿌리 깊은 나무                           | SBS       | Юнпён                  |                                    | [ 7 ]    |
| 2011 | Чё как?                                    | 왓츠업                                   | MBN       | Ли Субин               | также известен как Что случилось?  | [ 9 ]    |
| 2011 | Вампир-айдол                               | 뱀파이어 아이돌                          | MBN       | Мукадил Кеджуа / Сухёк |                                    | [ 10 ]   |
| 2013 | Акула                                      | 상어                                     | KBS2      | Ким Сухён              |                                    | [ 9 ]    |
| 2014 | Король старшей школы                       | 고교처세왕                               | tvN       | Ю Джинву               |                                    | [ 9 ]    |
| 2014 | Правильная любовь                          | 일리있는 사랑                            | tvN       | Ким Джун               |                                    | [ 9 ]    |
| 2015 | Учёный, гуляющий по ночам                  | 밤을 걷는 선비                           | MBC       | Гви                    |                                    | [ 9 ]    |
| 2016 | Герой по соседству                         | 동네의 영웅                              | OCN       | Чой Чангю              |                                    | [ 9 ]    |
| 2016 | Счастливый роман                           | 운빨로맨스                               | MBC       | Чой Ганук              |                                    |          |
| 2016 | Мужчина в моём доме                        | 우리집에 사는 남자                       | KBS2      | Квон Дукпонг           |                                    |          |
| 2017 | Прости, я люблю тебя                       | ごめん、愛してる                         | TBS       | Пэк Ранг               | камео (1 эпизод)                   | [ 7 ]    |
| 2020 | Рождённые вновь                            | 본 어게인                                | KBS2      | Ча Хёнбин / Ким Сухёк  | также известен как Заново родиться | [ 11 ]   |
| 2021 | Здравствуй, я!                             | 안녕? 나야!                              | KBS2      | Офицер полиции         | камео (1 эпизод)                   | [ 12 ]   |
| 2021 | Однажды разрушение постучалось в мою дверь | 어느 날 우리 집 현관으로 멸망이 들어왔다 | tvN       | Ча Джуик               |                                    | [ 13 ]   |
| 2022 | Завтра                                     | 내일                                     | MBC       | Пак Чжунгыль           | [ 14 ]                             |          |

### Веб-сериалы
| Год       | Название             | Название        | Сеть    | Роль  | Примечания   | Источник |
| Год       | Русское              | Оригинальное    | Сеть    | Роль  | Примечания   | Источник |
| --------- | -------------------- | --------------- | ------- | ----- | ------------ | -------- |
| 2020—2021 | Любовь ручной работы | 핸드메이드 러브 | YouTube | Вовен | Главная роль |          |